# Haukipudas
Haukipudas là một đô thị của Phần Lan. Đô thị này nằm ở tỉnh Oulu trong vùng Bắc Ostrobothnia. Bờ biển đô thị này chạy dọc theo vịnh Bothnia, sông Kiiminkijoki chảy qua tỉnh này.
Đô thị này có dân số 18.115 người (31.12.2007) với diện tích là 446,22 km² trong đó có 9,63 km² là diện tích mặt nước. Mật độ dân số là 37,4 người trên mỗi km².
Đô thị này chỉ sử dụng tiếng Phần Lan.
Có 16 làng ở Haukipudas: Kirkonkylä, Santaholma, Ukonkaivos, Martinniemi, Asemakylä, Onkamo, Halosenniemi, Holstinmäki, Häyrysenniemi, Jokikylä, Kalimeenkylä, Kello, Kiviniemi, Parkumäki, Takkuranta và Virpiniemi.